# カート・ブッシュ

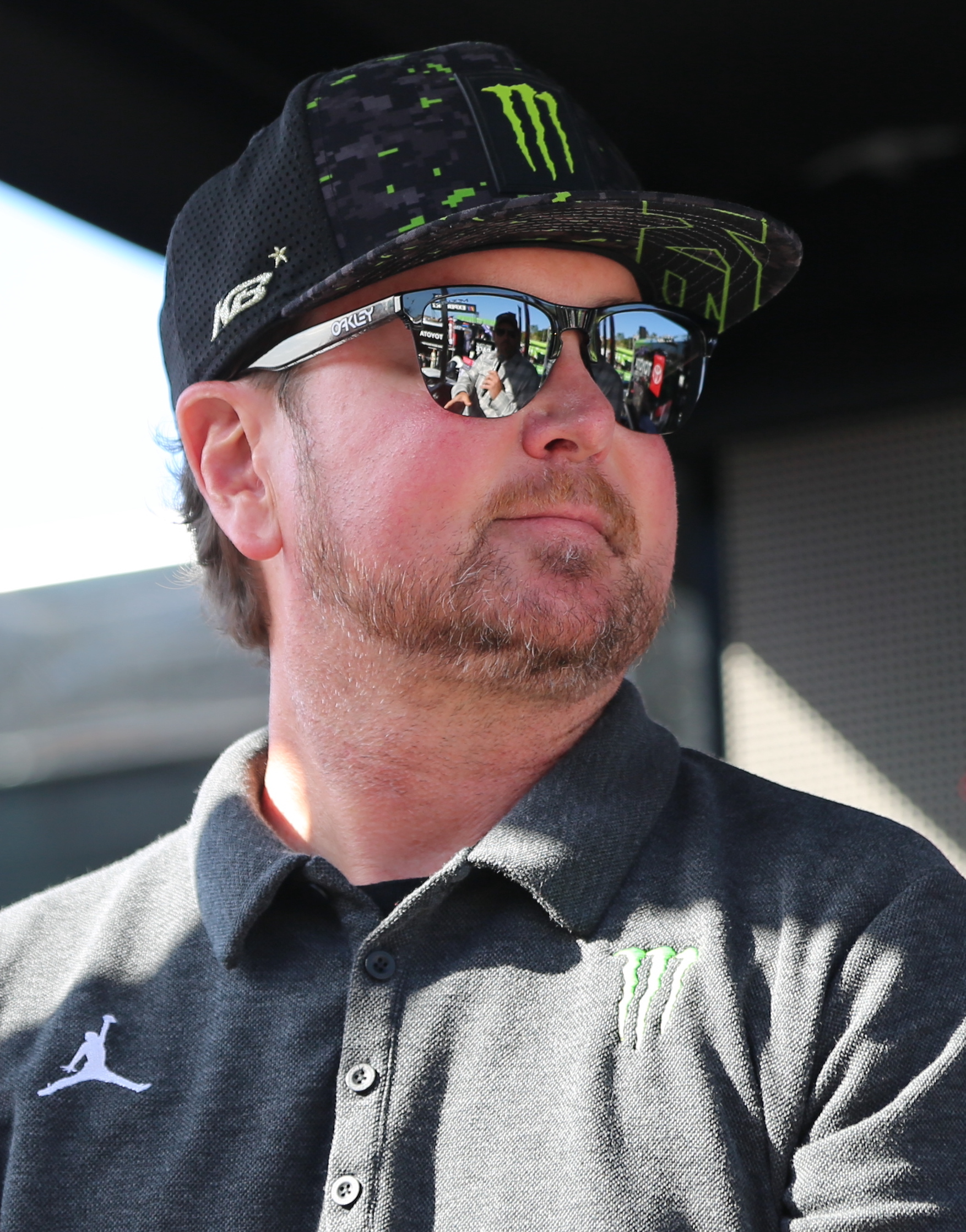
カート・ブッシュ

カート・トーマス・ブッシュ（Kurt Thomas Busch、1978年8月4日 - ）は、アメリカ合衆国（ネバダ州・ラスベガス）出身の元NASCARドライバー、実弟であるカイル・ブッシュと共にスプリントカップへ参戦していた。

## 経歴
彼は下位シリーズ参戦中に発砲事件へ巻き込まれたドライバーのシートを引き継ぎ、その後1999年に同シリーズのタイトルを獲得する。その実績が認められクラフトマントラックシリーズへ参戦、ウィンストン(現ネクステル)カップにも昇格するチャンスを手に入れるが下位シリーズ時代の同僚、グレッグ・ビッフルの方が経験豊富だったことから話題も呼んだ。
最高峰シリーズにフル参戦した2001年の新人王はケヴィン・ハーヴィックの物となったが、翌年は合計4回の勝利で年間3位の好成績を収めている。その後、自身のトラブルメーカーイメージを高めてしまった同僚との不仲を経験、2004年には同年から導入されたチェイスを制して年間王者を獲得した。2006年度は個人最高6回のポールを記録、しかし年間勝利は1回に留まりチェイス進出はならなかった。
2007年は序盤は苦しみポイントランキングも下位に低迷したが第21戦のポコノで勝利をするとその後は上げ調子になり人気No.1ドライバーであるデイル・アーンハートJr.を押し出す形でチェイス入りを果たした。しかしチェイスに入ってからは調子が上がらず結局シリーズ7位に終わった。
その後、ファニチャー・ロウ・レーシング、スチュワート＝ハース・レーシング、チップ・ガナッシ・レーシング、23XIレーシングとチームを渡り歩いてきたが、2022年第21戦ポコノのプラクティス中に事故、その際脳震盪を起こし今シーズンを欠場。来期からの復帰も期待されたが日本時間10月15日今シーズンを持ってフル参戦での出場を引退すると自身のTwitter及びNASCAR公式から発表された。

## 戦績

### NASCAR

#### モンスターエナジー・NASCARカップ・シリーズ
| 年             | チーム                           | No.            | 車両           | 出場 | 勝利 | T5  | T10 | PP | Led/Laps      | 順位 | 出典   |
| -------------- | -------------------------------- | -------------- | -------------- | ---- | ---- | --- | --- | -- | ------------- | ---- | ------ |
| 2000           | ラウシュ・レーシング             | 97             | フォード       | 7    | 0    | 0   | 0   | 0  | 0 / 2411      | 48位 | [ 1 ]  |
| 2001           | ラウシュ・レーシング             | 97             | フォード       | 35   | 0    | 3   | 6   | 1  | 160 / 8932    | 27位 | [ 2 ]  |
| 2002           | ラウシュ・レーシング             | 97             | フォード       | 36   | 4    | 12  | 20  | 1  | 933 / 10259   | 3位  | [ 3 ]  |
| 2003           | ラウシュ・レーシング             | 97             | フォード       | 36   | 4    | 9   | 14  | 0  | 680 / 9711    | 11位 | [ 4 ]  |
| 2004           | ラウシュ・レーシング             | 97             | フォード       | 36   | 3    | 10  | 21  | 1  | 746 / 10215   | 1位  | [ 5 ]  |
| 2005           | ラウシュ・レーシング             | 97             | フォード       | 34   | 3    | 9   | 18  | 0  | 958 / 9361    | 10位 | [ 6 ]  |
| 2006           | チーム・ペンスキー               | 2              | ダッジ         | 36   | 1    | 7   | 12  | 6  | 272 / 9930    | 16位 | [ 7 ]  |
| 2007           | チーム・ペンスキー               | 2              | ダッジ         | 36   | 2    | 6   | 14  | 1  | 885 / 10281   | 7位  | [ 8 ]  |
| 2008           | チーム・ペンスキー               | 2              | ダッジ         | 36   | 1    | 5   | 10  | 0  | 164 / 10272   | 18位 | [ 9 ]  |
| 2009           | チーム・ペンスキー               | 2              | ダッジ         | 36   | 2    | 10  | 21  | 0  | 738 / 10334   | 4位  | [ 10 ] |
| 2010           | チーム・ペンスキー               | 2              | ダッジ         | 36   | 2    | 9   | 17  | 2  | 842 / 10540   | 11位 | [ 11 ] |
| 2011           | チーム・ペンスキー               | 2              | ダッジ         | 36   | 2    | 8   | 16  | 3  | 770 / 10523   | 11位 | [ 12 ] |
| 2012           | フェニックス・レーシング         | 51             | シボレー       | 35   | 0    | 1   | 5   | 0  | 19 / 9738     | 25位 | [ 13 ] |
| 2012           | ファニチャー・ロウ・レーシング   | 78             | シボレー       | 35   | 0    | 1   | 5   | 0  | 19 / 9738     | 25位 | [ 13 ] |
| 2013           | ファニチャー・ロウ・レーシング   | 78             | シボレー       | 36   | 0    | 11  | 16  | 1  | 448 / 10418   | 10位 | [ 14 ] |
| 2014           | スチュワート＝ハース・レーシング | 41             | シボレー       | 36   | 1    | 6   | 11  | 0  | 220 / 10025   | 12位 | [ 15 ] |
| 2015           | スチュワート＝ハース・レーシング | 41             | シボレー       | 33   | 2    | 10  | 21  | 3  | 788 / 9592    | 8位  | [ 16 ] |
| 2016           | スチュワート＝ハース・レーシング | 41             | シボレー       | 36   | 1    | 9   | 21  | 2  | 238 / 10348   | 7位  | [ 17 ] |
| 2017           | スチュワート＝ハース・レーシング | 41             | フォード       | 36   | 1    | 6   | 15  | 1  | 16 / 9837     | 14位 | [ 18 ] |
| 通算（18年間） | 通算（18年間）                   | 通算（18年間） | 通算（18年間） | 612  | 29   | 131 | 258 | 22 | 8877 / 172787 |      |        |

## その他
- クラフトマントラックシリーズ、ブッシュシリーズを含めた3大カップ戦、全ての優勝経験を持つ(歴代で16人目)。
- 元同僚ジミー・スペンサーとのトラブルで罰金を課された事がある。
- ペンスキーレーシングへ移籍する前年の2005年の第35戦と最終戦は公道で警察に逮捕されたため自粛として（次の年にドライブする車のスポンサーがビールメーカーという事もあってか）参戦していない。
- 日本テレビ系列のG+では『バッドボーイ』として紹介されている。しかし2009年の途中より、昔ほどやんちゃで無くなった事も含み『ブッシュ兄弟・兄』に切り替わっている。